# I Fall Apart
Az I Fall Apart Post Malone amerikai rapper és énekes dala, ami 2017. október 17-én jelent meg kislemezként a Republic Records kiadásában, ritmikus kortárs rádióknak elküldve. A Stoney (2016) album hatodik és egyben utolsó kislemezeként. Malone szerezte a dalt Illangelo producerrel és Billy Walsh-sal.
2023 áprilisában gyémánt minősítést kapott az Amerikai Hanglemezgyártók Szövetségétől, 10 millió eladott példányért.

## Háttér
Az I Fall Apart szerepelt Post Malone 2016-os albumán, a Stoneyn és eredetileg nem jelent meg kislemezként, de a dal egy koncertfelvétele népszerű lett az interneten 2017 szeptemberében. A videót egy rajongó osztotta meg és több, mint 200 ezer kedvelést szerzett Twitteren. Facebookra is fel lett töltve, 7,9 millió megtekintést gyűjtve.

## Slágerlista
| Slágerlista (2017–2018)               | Legmagasabb pozíció |
| ------------------------------------- | ------------------- |
| Ausztrália (ARIA)                     | 2                   |
| Ausztria (Ö3 Austria Top 40)          | 57                  |
| Csehország (Singles Digitál Top 100)  | 39                  |
| Dánia (Tracklisten Top 40)            | 36                  |
| Egyesült Királyság (UK Singles Chart) | 19                  |
| Egyesült Királyság (UK R&B Chart)     | 7                   |
| Fülöp-szigetek (Philippine Hot 100)   | 33                  |
| Hollandia (Single Top 100)            | 73                  |
| Írország (IRMA)                       | 15                  |
| Kanada (Canadian Hot 100)             | 20                  |
| Németország (Media Control Charts)    | 84                  |
| Norvégia (VG-lista)                   | 28                  |
| Portugália (AFP Top 100 Singles)      | 18                  |
| Skócia (Scottish Singles Top 40)      | 57                  |
| Svájc (Schweizer Hitparade)           | 94                  |
| Svédország (Sverigetopplistan)        | 16                  |
| Szlovákia (Singles Digitál Top 100)   | 37                  |
| US Billboard Hot 100                  | 16                  |
| US Hot R&B/Hip-Hop Songs (Billboard)  | 9                   |
| US Mainstream Top 40 (Billboard)      | 30                  |
| US Rhythmic (Billboard)               | 5                   |
| Új-Zéland (Recorded Music NZ)         | 1                   |

| Slágerlista (2017)                   | Pozíció |
| ------------------------------------ | ------- |
| Ausztrália (ARIA)                    | 73      |
| US Hot R&B/Hip-Hop Songs (Billboard) | 81      |
| Slágerlista (2018)                   | Pozíció |
| Ausztrália (ARIA)                    | 6       |
| Egyesült Királyság (UK Singles)      | 71      |
| Észtország (IFPI)                    | 48      |
| Kanada (Canadian Hot 100)            | 48      |
| Portugália (AFP)                     | 71      |
| Svédország (Sverigetopplistan)       | 70      |
| US Billboard Hot 100                 | 39      |
| US Hot R&B/Hip-Hop Songs (Billboard) | 28      |
| US Rhythmic (Billboard)              | 31      |
| Új-Zéland (Recorded Music NZ)        | 6       |
| Slágerlista (2019)                   | Pozíció |
| Ausztrália (ARIA)                    | 83      |
| US Rolling Stone Top 100             | 84      |

| Slágerlista (2010–2019) | Pozíció |
| ----------------------- | ------- |
| Ausztrália (ARIA)       | 52      |

## Minősítések
| Régió | Minősítés       | Eladott példányszám |
| --- | --------------- | ------------------- |
| Ausztrália (ARIA) | 9× Platinalemez | 630 000‡            |
| Brazília (Pro-Música Brasil)                                                                                            | Aranylemez      | 30 000‡             |
| Dánia (IFPI Danmark) | Platinalemez    | 90 000‡             |
| Egyesült Államok (RIAA)                                                                                                 | Gyémántlemez    | 10 000 000‡         |
| Egyesült Királyság (BPI)                                                                                                | 2× Platinalemez | 1 200 000‡          |
| Kanada (Music Canada)                                                                                                   | Gyémántlemez    | 800 000‡            |
| Olaszország (FIMI) | Aranylemez      | 25 000‡             |
| Portugália (AFP) | 2× Platinalemez | 20 000‡             |
| Új-Zéland (RMNZ) | 3× Platinalemez | 90 000‡             |
| Streaming |                 |                     |
| Svédország (GLF) | 2× Platinalemez | 16 000 000†         |
| ‡ Eladási+streaming példányszámok kizárólag a minősítés alapján. † Csak streaming számok kizárólag a minősítés alapján. |                 |                     |

## Kiadások
| Ország           | Dátum              | Formátum               | Kiadó    |
| ---------------- | ------------------ | ---------------------- | -------- |
| Egyesült Államok | 2016. december 9.  | digitális letöltés     | Republic |
| Egyesült Államok | 2017. október 17.  | ritmikus kortárs rádió | Republic |
| Egyesült Államok | 2017. december 12. | kortárs slágerrádió    | Republic |